# Городское поселение город Карасук
Городско́е поселе́ние город Карасук — муниципальное образование в Карасукском районе Новосибирской области Российской Федерации.
Административный центр — город Карасук.

## История
Статус и границы городского поселения установлены Законом Новосибирской области от 2 июня 2004 года № 200-ОЗ «О статусе и границах муниципальных образований Новосибирской области»

## Население
| 2002    | 2010    | 2012    | 2013    | 2014    | 2015    | 2016    |
| ------- | ------- | ------- | ------- | ------- | ------- | ------- |
| 28 769  | ↘28 652 | ↘28 517 | ↘28 479 | ↘28 138 | ↘27 714 | ↘27 397 |
| 2017    | 2018    | 2019    | 2020    | 2021    |         |         |
| ↘27 259 | ↘26 965 | ↘26 728 | ↗26 878 | ↘24 922 |         |         |

## Состав городского поселения
| № | Населённый пункт | Тип населённого пункта        | Население |
| - | ---------------- | ----------------------------- | --------- |
| 1 | Карасук          | город, административный центр | ↘24 890   |
| 2 | Ярок             | посёлок                       | ↘32       |